# Alfredo Eduardo Barreto de Freitas Noronha
Alfredo Eduardo Barreto de Freitas Noronha, conegut com a Noronha, (Porto Alegre, 25 de setembre de 1918 - São Paulo, 27 de juliol de 2003) fou un futbolista brasiler de la dècada de 1940.

## Trajectòria
Va disputar el Mundial de 1950 amb la selecció del Brasil. Pel que fa a clubs, destacà al Grêmio de Porto Alegre, on jugà entre 1935 i 1941, i al São Paulo, on hi restà gairebé deu anys. També fou jugador de Vasco da Gama i Portuguesa.